# Maria Hilf (Koblenz)

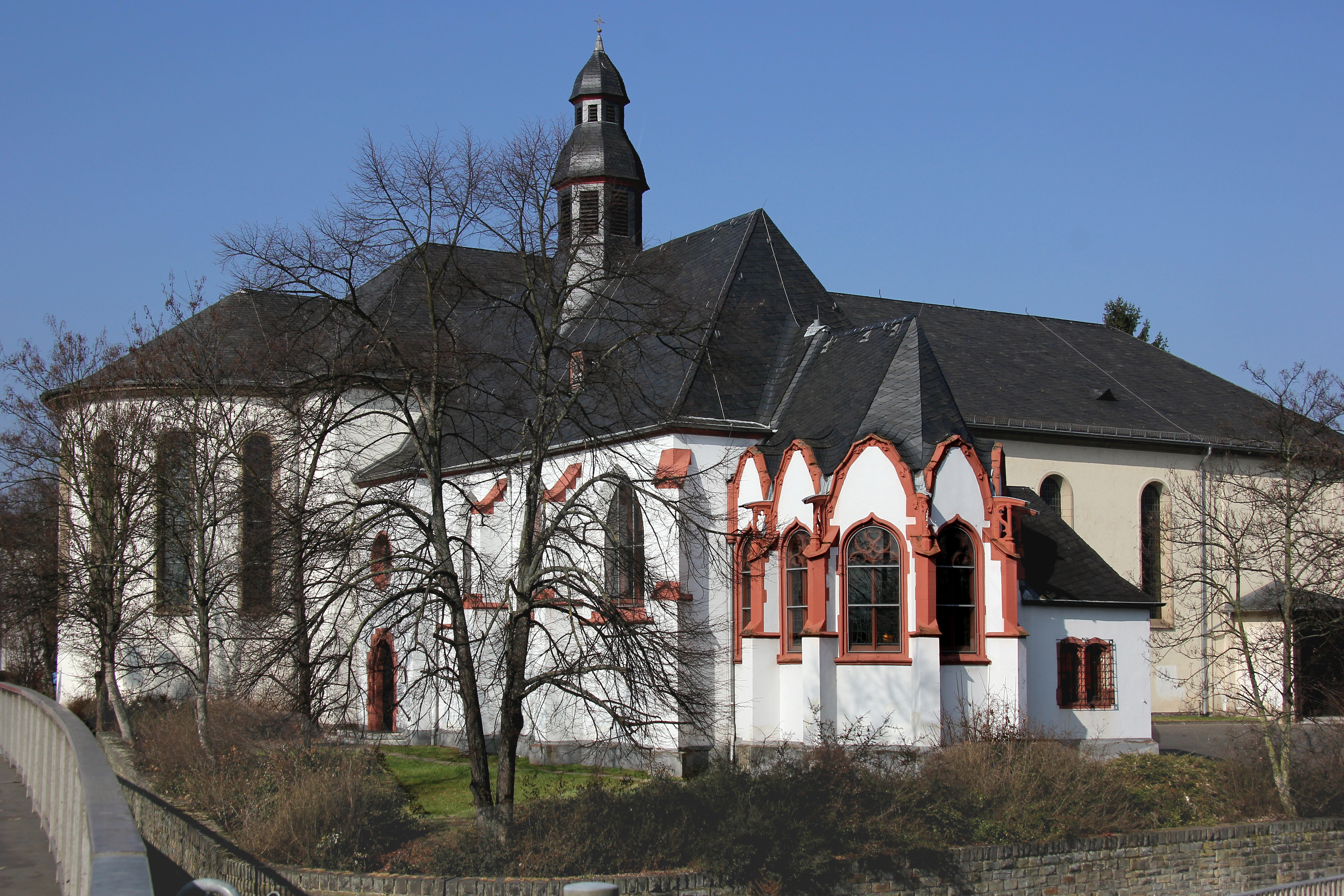
Maria-Hilf-Kapelle und Pfarrkirche

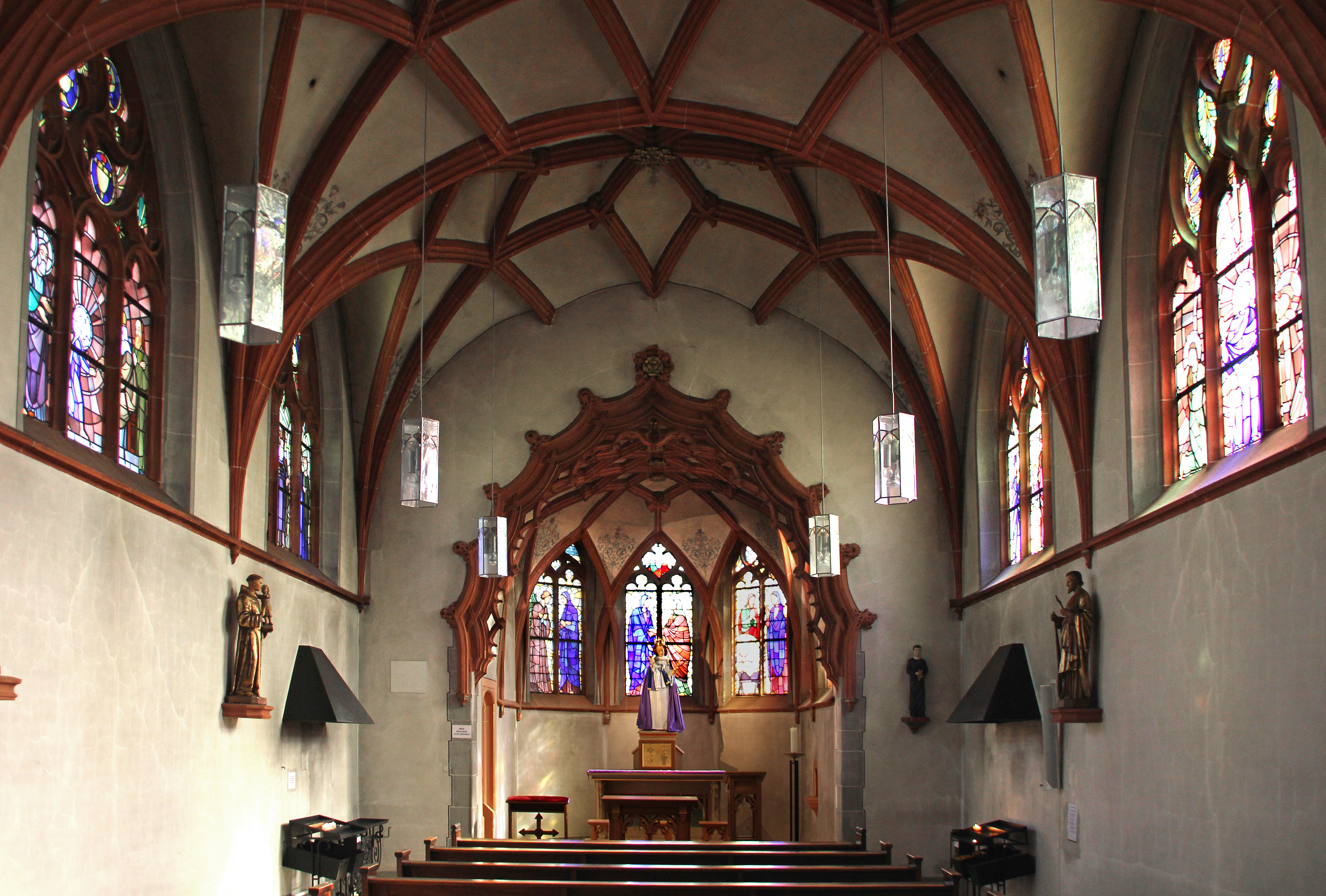
Innenraum der Kapelle

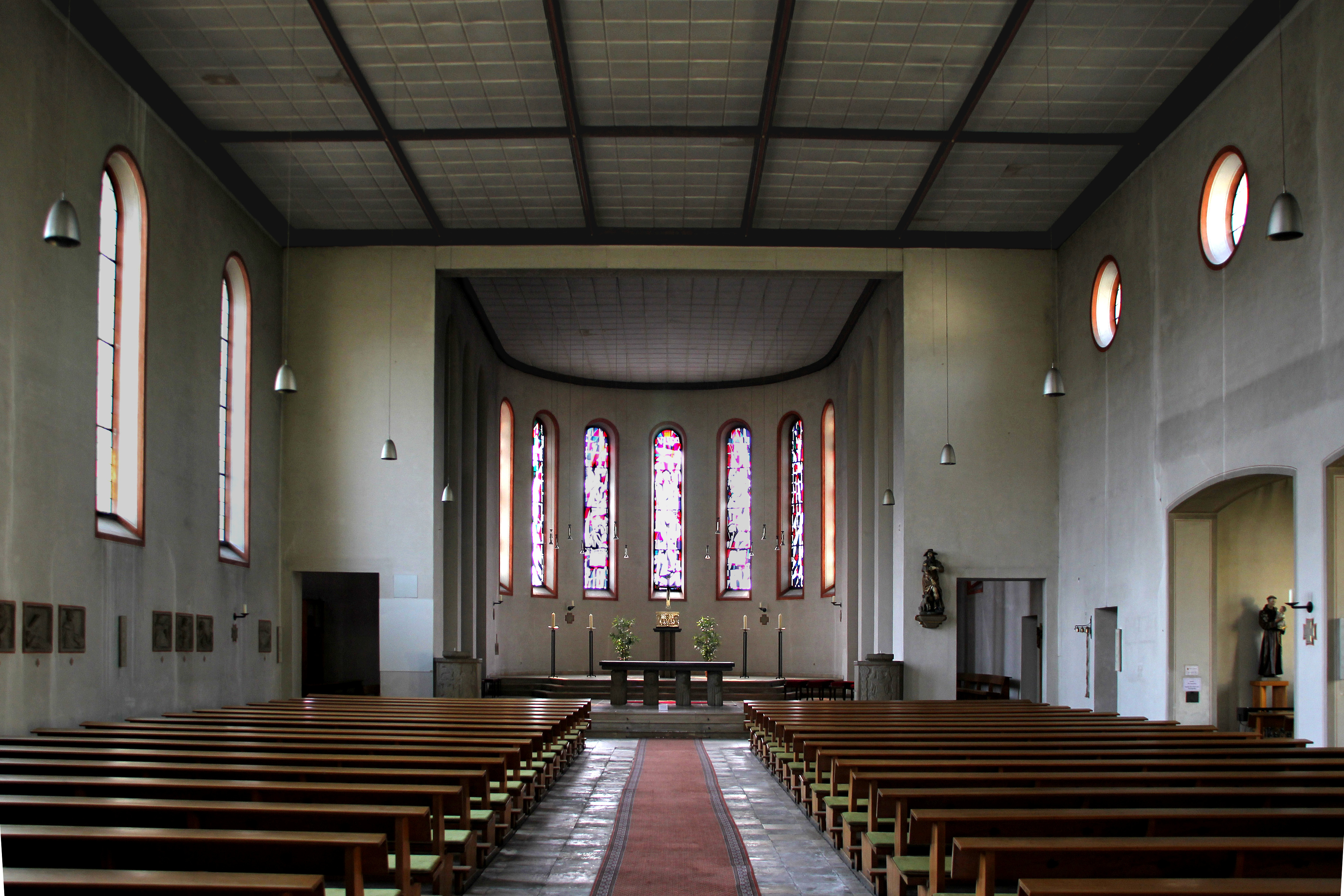
Innenraum der Wallfahrtskirche

Maria Hilf war eine katholische Pfarr- und Wallfahrtskirche in Koblenz. Sie wurde 1953 im Stadtteil Lützel fertiggestellt und war an die bereits 1905 bis 1907 errichtete Maria-Hilf-Kapelle angebaut. Sie steht unter dem Patrozinium der heiligen Maria, der Mutter Jesu, in ihrer Funktion als Hilfe der Christen. Im Januar 2017 wurde die Kirche profaniert und im Mai desselben Jahres abgerissen, die ältere Kapelle blieb aber erhalten und wird restauriert.

## Geschichte

### Kapelle

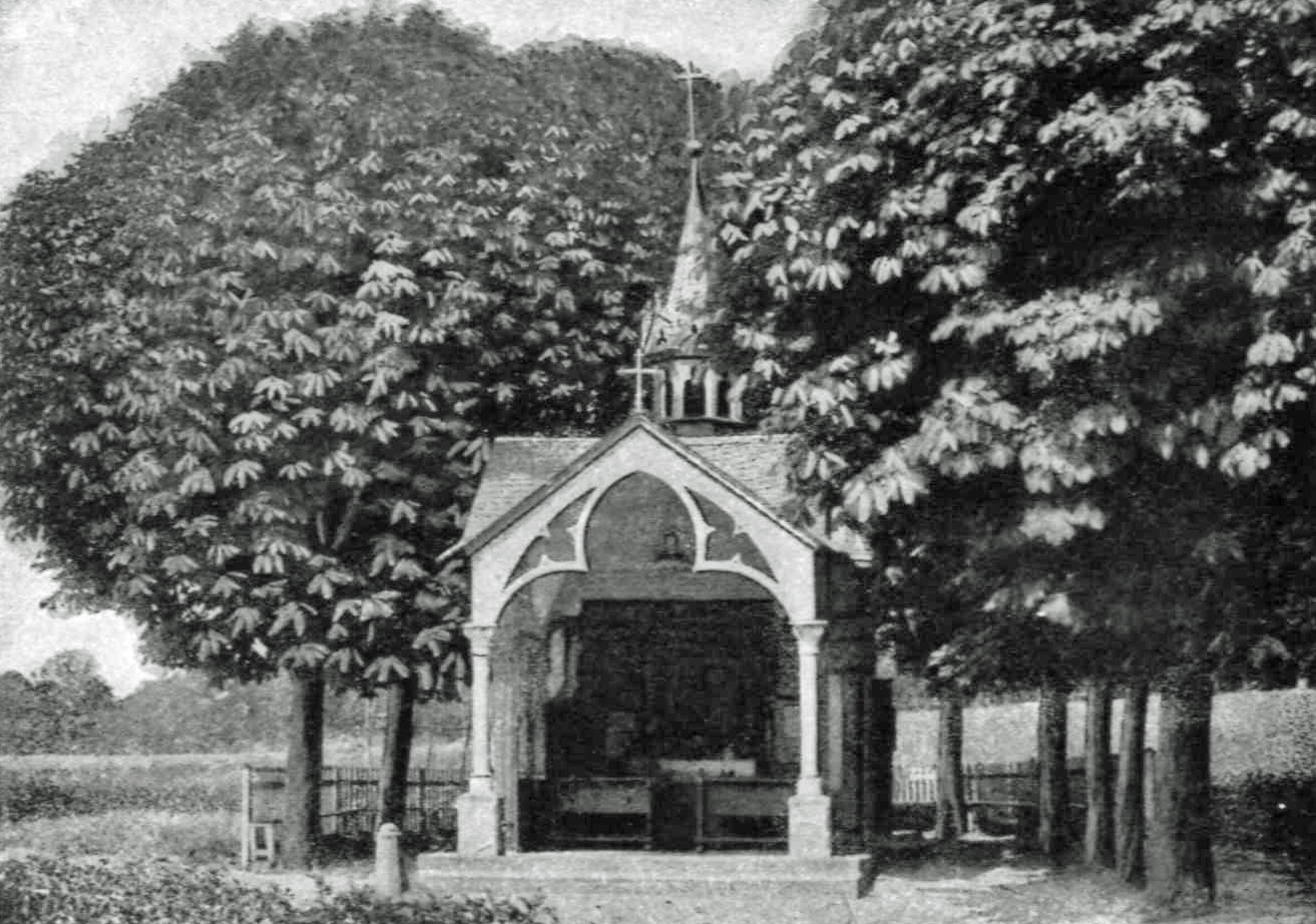
Die alte Kapelle Maria Hilf 1900

Die Geschichte der Wallfahrt in Lützel geht auf die Erzählung zurück, dass ein Bauer aus dem Maifeld auf dem Heimweg von Koblenz in Lützel von Räubern überfallen wurde und in seiner Not Maria anrief. Als Dank dafür, dass er heil entkommen war, hängte er um das Jahr 1700 an einem Baum ein Marienbild auf. In der Folgezeit wurde die Stelle von weiteren Besuchern zu einem Bildstock erweitert. Schließlich erbaute man hier eine kleine Kapelle, die erstmals 1732 erwähnt ist. Auf Anordnung der französischen Behörden, Koblenz war von 1794 bis 1814 französisch besetzt, wurde diese erste Kapelle jedoch 1808 im Zuge der Säkularisation abgebrochen.
Die Wallfahrt bestand aber weiter und so erbaute man 1814 eine neue Kapelle, die 1845 ein Glockentürmchen erhielt. Im Jahr 1868 wird die Verwaltung der Kapelle der Pfarrei St. Peter in Neuendorf übertragen. Um 1900 wurde der Plan gefasst, die Kapelle neu zu errichten. So entstand von 1905 bis 1907 nach Plänen des Koblenzer Architekten Jakob Beyerle die heute noch bestehende Maria-Hilf-Kapelle im neugotischen Stil, die am 7. Juni 1907 geweiht wurde. Die alte Kapelle von 1814 blieb aber erhalten und wurde von den Bewohnern des benachbarten Josefinenstifts (Altenheim) genutzt.
Im Jahr 1926 erwarb der Orden der Barmherzigen Brüder von Maria Hilf die alte Kapelle, da ihr Ordensgründer Peter Friedhofen (1819–1860) hier oft gebetet hatte. Die Kapelle wurde abgebaut und nach Trier versetzt. In der umgesetzten Maria-Hilf-Kapelle in Trier liegt seit 1928 Peter Friedhofen begraben.
Der kleine Glockenturm der Kapelle wurde 1991 erneuert. Dabei erhielt er auch eine neue Glocke von einer Glockengießerei aus Brockscheid.

### Wallfahrtskirche
Bei Luftangriffen im Zweiten Weltkrieg wurde die ursprüngliche Pfarrkirche St. Antonius in Lützel zerstört. Die Gottesdienste fanden nach dem Krieg in Notkirchen statt. Da diese mit der Zeit zu klein wurden, überließ die Pfarrei St. Peter in Neuendorf die Maria-Hilf-Kapelle und das dazugehörige Grundstück der Pfarrei in Lützel. Obwohl die Antoniuskirche noch wiederaufbaufähig war, entschieden sich die Verantwortlichen unter Pfarrer Peter Plein für einen Neubau, da die alte Kirche für die Gemeinde schon vor dem Krieg nicht mehr ausgereicht hatte und eine Erweiterung nach keiner Seite möglich war. Der Grundstein für eine neue Pfarrkirche wurde am 12. Oktober 1952 neben der Maria-Hilf-Kapelle gelegt, die in das neue Kirchengebäude integriert wurde. Die Pläne für den Neubau stammten von dem Koblenzer Architekten H. J. Heinrichs.
Die neue Maria-Hilf-Kirche wurde am 4. Oktober 1953 geweiht. Um die Kirche wurde bis 1959 ein Pfarrzentrum errichtet. Der Ausbau im Inneren der Kirche und die Fenster konnten erst 1964 vollendet werden. Die Pfarrei behielt zunächst den Namen St. Antonius, bis 1968–1969 eine neue Pfarrkirche in Lützel errichtet wurde.

### Abriss der Wallfahrtskirche
Im August 2014 wurde bekannt, dass das Gebäude der Wallfahrtskirche schon seit einiger Zeit Schäden aufwies. Die Heizung der Kirche war defekt, in den Wintermonaten konnte sie deswegen nicht genutzt werden, das Dach war marode. Die Kirchengemeinde sah sich finanziell nicht in der Lage, die Schäden beseitigen zu lassen. Hinzu kam, dass immer weniger Gläubige die Wallfahrtskirche nutzten und der religiöse Mittelpunkt des Stadtteils Lützel schon seit langem in der Pfarrkirche St. Antonius liegt. Daher wurde ein Abbruch der Kirche aus den 50er Jahren ins Auge gefasst. Von diesen Überlegungen ausgenommen war von vorneherein die alte Kapelle, die unter Denkmalschutz steht.
Vor der alten Kapelle sollte nach damaligen Planungen (2015) ein „multifunktionales Foyer“ entstehen, Pfarrhaus und Pfarrzentrum wurden von der Pfarrgemeinde zum Verkauf ausgeschrieben.
Im Januar 2017 wurde die Pfarrkirche profaniert und Mitte Mai abgerissen. Die 1907 fertiggestellte neugotische Kapelle blieb aber erhalten. Auf dem ehemaligen Kirchengrundstück entstand ein 2019 eröffnetes Altersheim, die Kapelle wurde durch einen Zwischentrakt an diesen Neubau angeschlossen und kann seither von den Bewohnern des Altersheims genutzt werden, ist aber auch der Öffentlichkeit zugänglich.

## Bau und Ausstattung

### Kapelle
Die neugotische Maria-Hilf-Kapelle ist ein Saalbau zu drei Jochen mit einem niedrigeren Chor aus einem Joch und einem 5/8-Schluss. Von außen sind an Schiff und Chor Strebepfeiler angebracht, am Chor mit aufgesetzten Säulchen mit Wasserspeiern. Die alte Eingangstür zur Kapelle wurde mit Bau der Wallfahrtskirche an die Südseite versetzt. Sie hat einen Sandsteinrahmen und Türflügel mit schmiedeeisernen Bändern mit Rankenwerk.
Im Inneren hat die Kapelle ein Netzrippengewölbe sowie Maßwerkfenster mit Fischblasen und Buntverglasung von 1962, die das Leben der heiligen Maria darstellen. Im Chor steht als Gnadenbild seit 1953 eine spätgotische Plastik mit einem textilen Gewand aus jüngster Zeit. Die aus dem 15. Jahrhundert stammende Statue wurde von der Pfarrei Herschwiesen im Hunsrück erworben. Das ursprüngliche Gnadenbild, eine Kopie des Gnadenbildes Mariahilf von Lucas Cranach dem Älteren, erhielt die Pfarrei St. Peter in Neuendorf zurück, der die Maria-Hilf-Kapelle bis zum Bau der neuen Kirche gehörte.
Das Walmdach aus Schiefer trägt einen 1991 erneuerten achteckigen Dachreiter mit zwei Welschen Hauben. Die Glocke in diesem Turm zeigt auf der Vorderseite zur Erinnerung an das alte Gnadenbild die Madonna von Cranach und die Umschrift „Maria Hilfe der Christen erhalte uns den Frieden“. Auf der Rückseite steht: „Eifeler Glockengießerei H. A. Mark-Brockscheid/Katholische Kirchengemeinde Maria-Hilf Koblenz-Lützel 1991“.

### Wallfahrtskirche
Das Innere der Maria-Hilf-Kirche war schlicht gehalten. An der östlichen Wand des Kirchenschiffs waren 14 in Stein gehauene Kreuzwegstationen aus den 1950er-Jahren eingelassen und an dem Pfeiler rechts am Übergang zum Chor stand auf einer Konsole eine Figur des heiligen Pilgers Rochus (18. Jahrhundert). Der Altar ruhte auf vier Pfeilern mit figürlichen Symbolen der vier Evangelisten, dahinter stand der Tabernakel. Im kleinen Seitenschiff war eine Figur des heiligen Antonius von Padua aufgestellt. An der gegenüberliegenden Seite am Ende des Seitenschiffs war Dechant Peter Plein, der frühere Pfarrer von Maria Hilf und Erbauer der Pfarrkirche, beigesetzt. Rechts auf der Empore stand die 1952 für eine Düsseldorfer Kirche erbaute und ca. 1979 in die Maria-Hilf-Kirche versetzte Orgel von der Orgelbauwerkstatt Klais; vor dem Abbruch der Kirche wurde sie 2017 nach Neuendorf verkauft. Eine zweite kleinere Orgel stand links neben dem Chorraum im Übergang zur Kapelle; sie war 1956 von den Gebrüdern Späth erbaut worden.
Den nördlichen Abschluss der Kirche bildete die am 7. Juni 1954 eingeweihte Taufkapelle, zu der einige Stufen hinabführten und die durch Teile der Kommunionbank aus einer der Lützeler Notkirchen zum Kirchenschiff hin abgeschlossen war. Die Notkirchen waren unmittelbar nach dem Krieg eingerichtet worden. Das Taufbecken war in Maria Laach geschaffen worden. Die Fenster der Taufkapelle waren ein Werk des Glasmalers Alois Stettner, zu dessen bekanntesten Werken die Fenster in der Basilika St. Kastor, in der Herz-Jesu-Kirche und im Westchor des Mainzer Doms gehören.

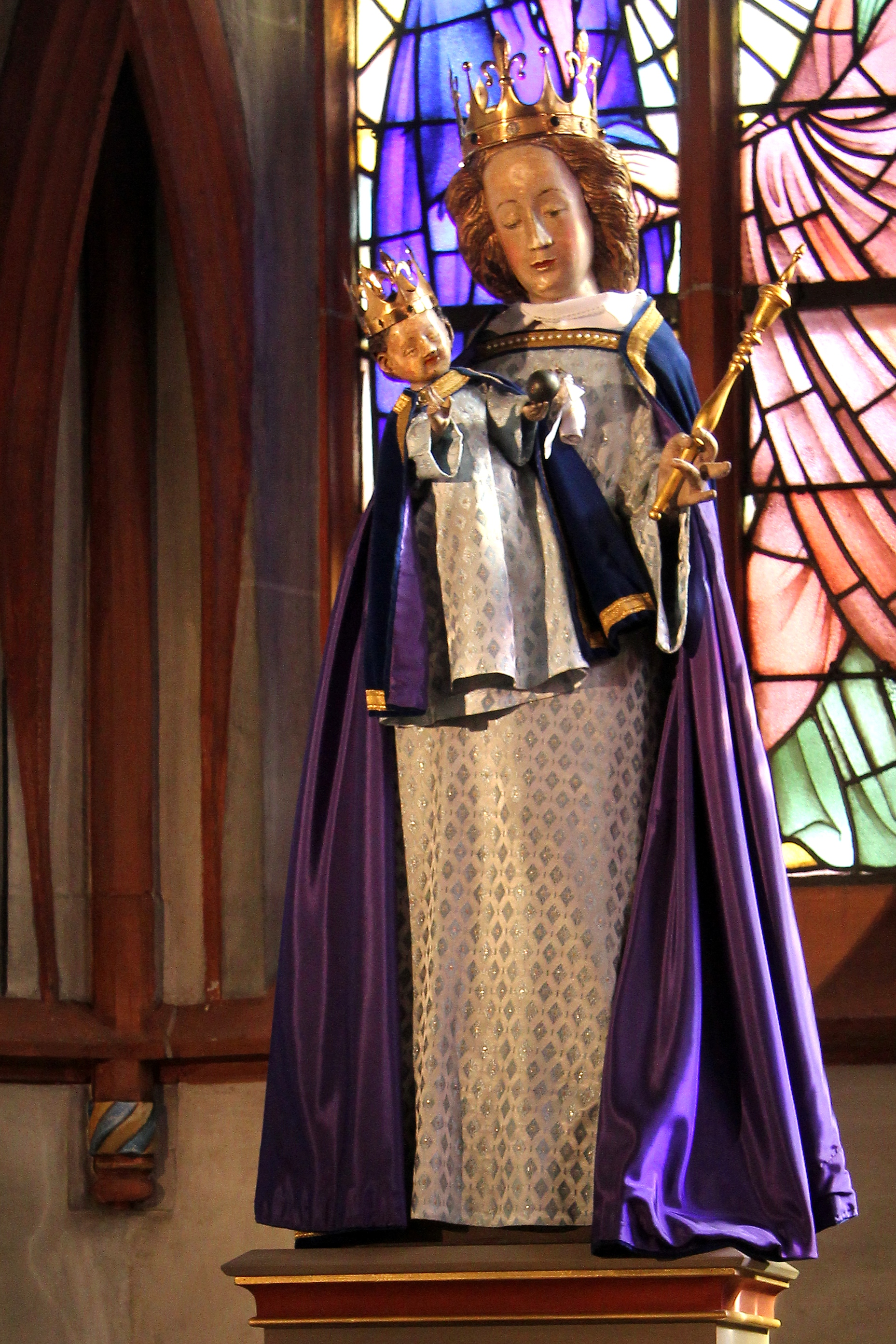
Gnadenbild in der Kapelle
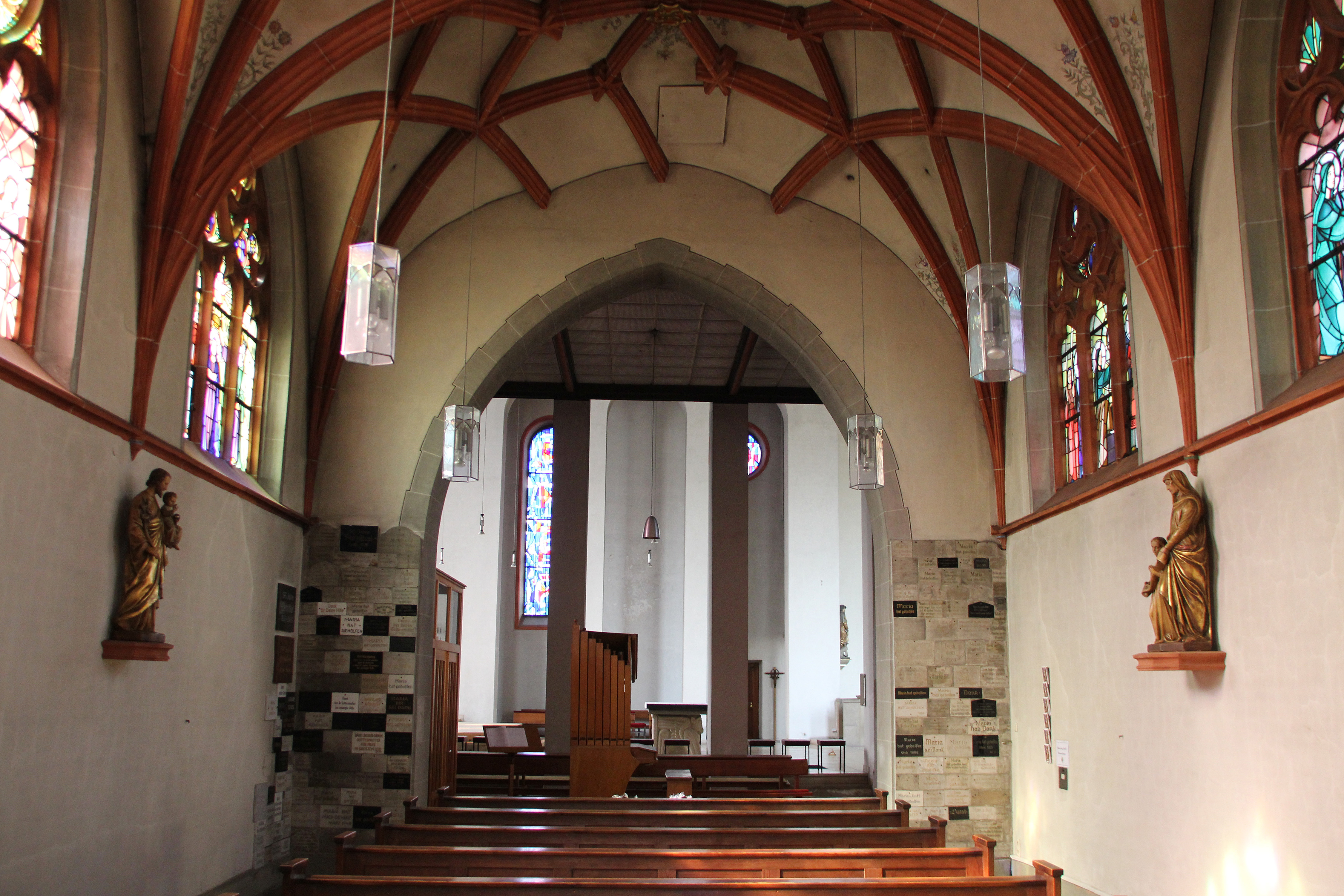
Innenraum der Kapelle mit dem Durchgang zur Kirche
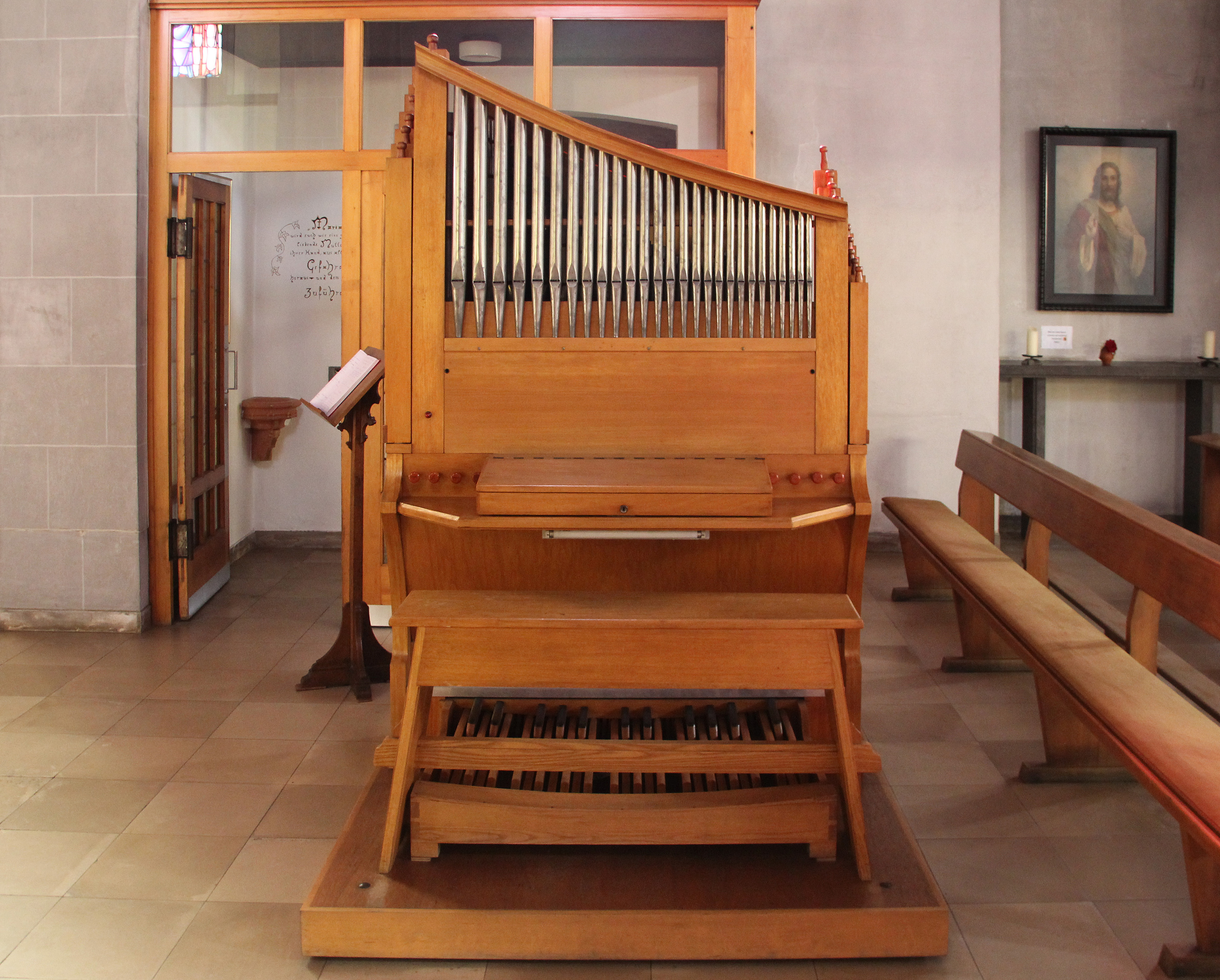
Kleine Orgel im Durchgang zwischen Kirche und Kapelle
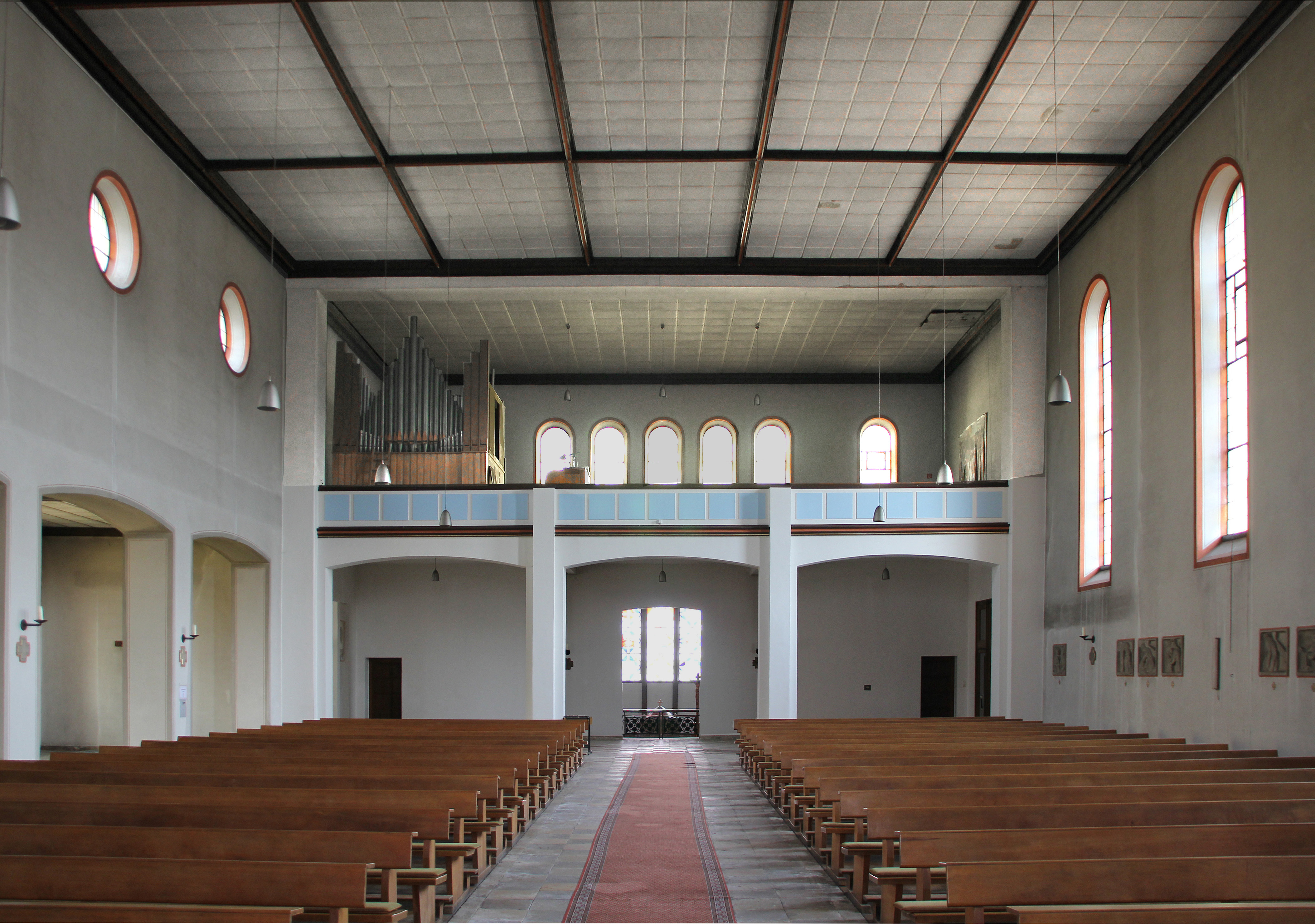
Innenraum der Wallfahrtskirche mit der Orgel
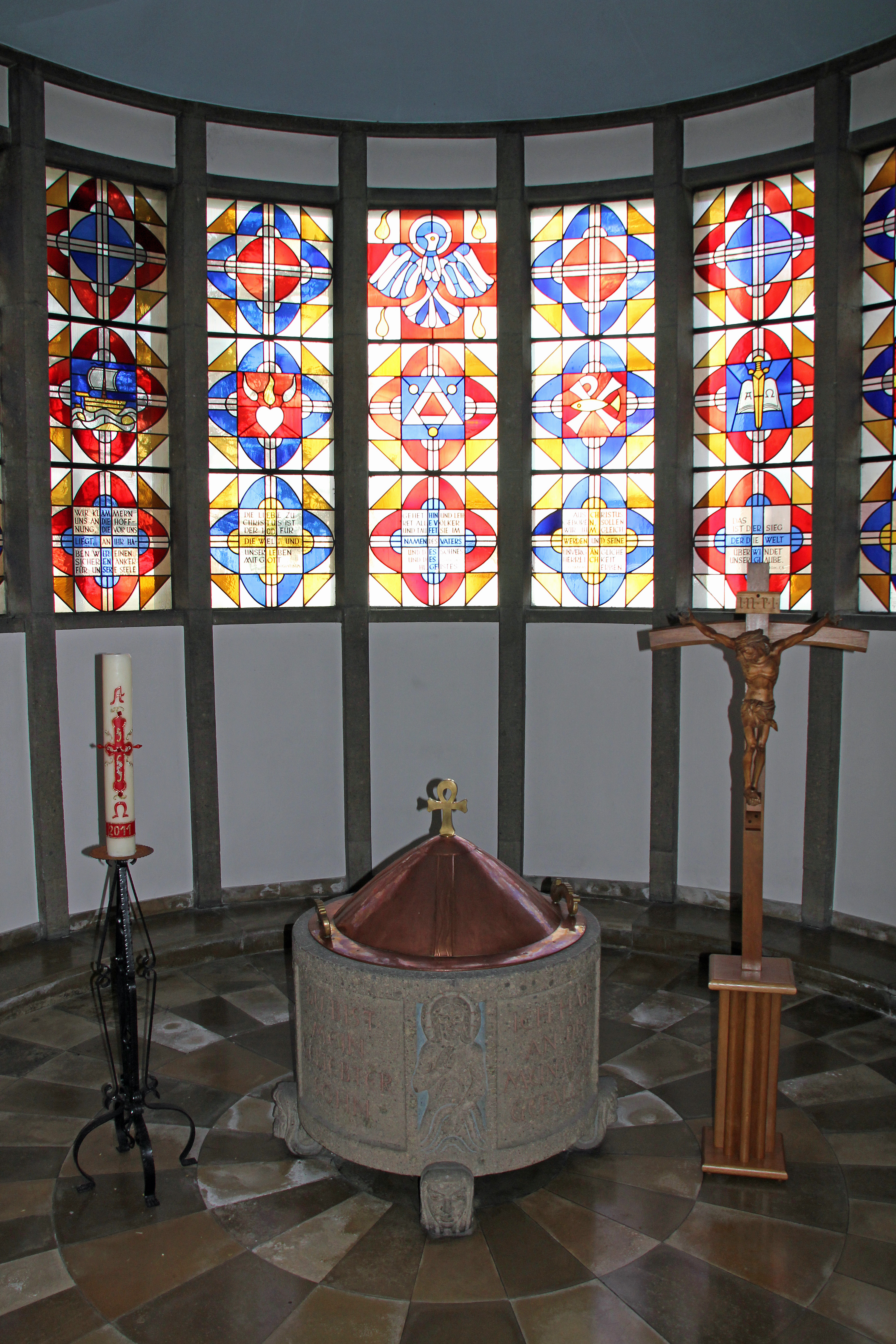
Taufkapelle in der Wallfahrtskirche

## Pfarreiengemeinschaft
Die Pfarrkirche St. Antonius wurde 1968 bis 1969 in Lützel neu errichtet. Maria Hilf und St. Antonius bilden seit dem 1. Februar 2011 zusammen mit St. Peter in Neuendorf sowie St. Martin in Kesselheim eine Pfarreiengemeinschaft.

## Denkmalschutz
Die Maria-Hilf-Kapelle ist ein geschütztes Kulturdenkmal nach dem Denkmalschutzgesetz (DSchG) und in der Denkmalliste des Landes Rheinland-Pfalz eingetragen. Sie liegt in Koblenz-Lützel in der Mayener-Straße 82.
Seit 2002 ist die Maria-Hilf-Kapelle Teil des UNESCO-Welterbes Oberes Mittelrheintal.